# جاي راموس
جاي راموس (بالهولندية: Guy Ramos)‏ (16 أغسطس 1985 هولندا - ) هو لاعب كرة قدم هولندي، يلعب كمدافع.

## روابط خارجية
- جاي راموس على موقع الاتحاد الدولي (مؤرشف)  (الإنجليزية)
- جاي راموس على موقع قاعدة بيانات كرة القدم.إي يو (الإنجليزية)
- جاي راموس على موقع ناشيونال فوتبول تيمز (الإنجليزية)
- جاي راموس على موقع Soccerway.com (الإنجليزية)
- جاي راموس على موقع عالم كرة القدم.نت (الإنجليزية)